# Gösta Arvidsson

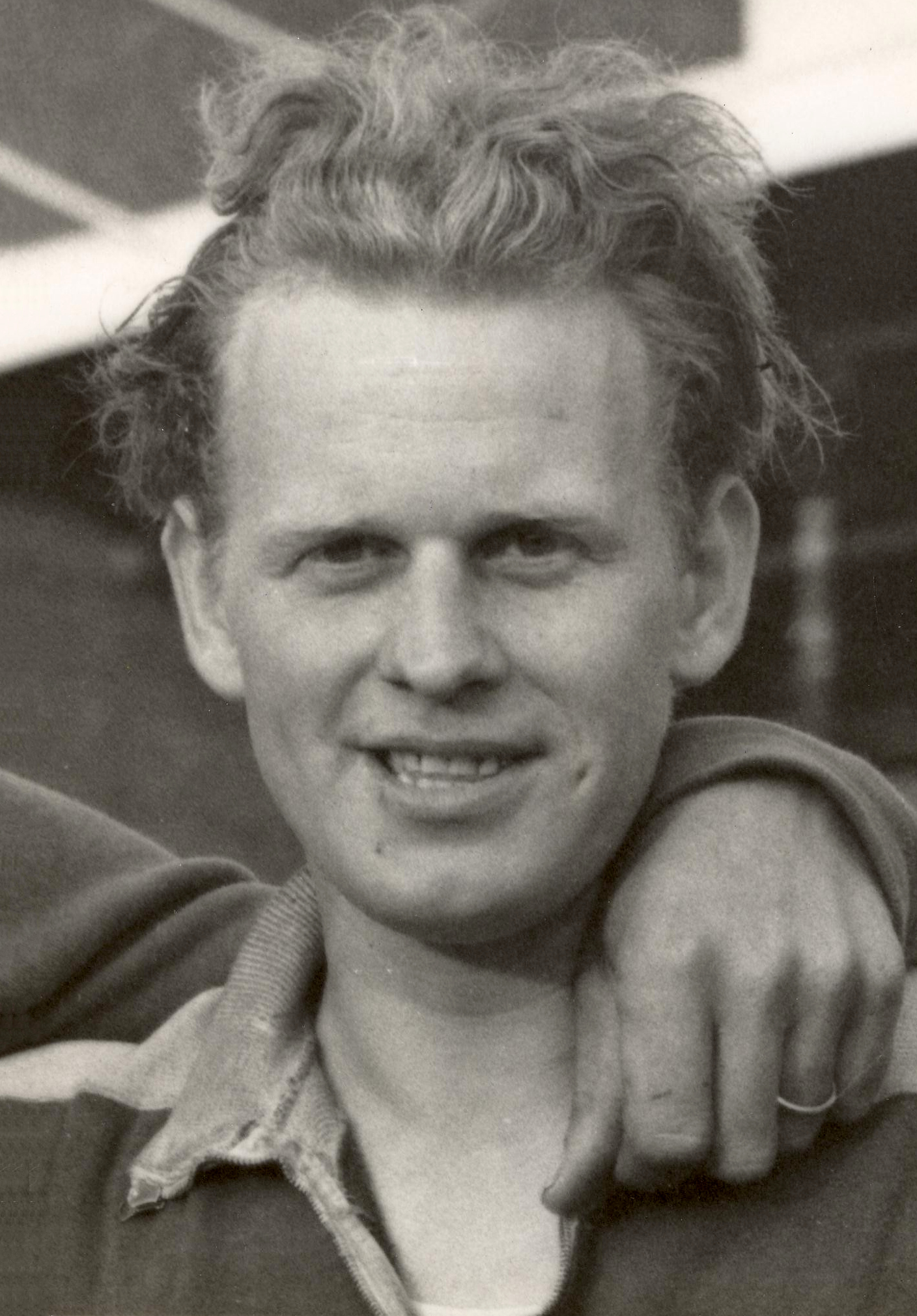
Gösta Arvidsson in seiner aktiven Zeit

Gösta Arvidsson (Gösta Åke Wilhelm Arvidsson; * 21. August 1925 in Norra Åsarp, Falköping; † 16. Februar 2012 in Skövde) war ein schwedischer Kugelstoßer.
Bei den Olympischen Spielen 1948 in London wurde er Fünfter und bei den Leichtathletik-Europameisterschaften 1950 in Brüssel Neunter.
1950 und 1951 wurde er Schwedischer Meister. Seine persönliche Bestleistung von 15,92 m stellte er am 22. August 1948 in Stockholm auf. 